# Општина Воинешти (Васлуј)
Воинешти (рум. Voineşti) општина је у Румунији у округу Васлуј.
Oпштина се налази на надморској висини од 274 m.